# Mydaea convexa
Mydaea convexa este o specie de muște din genul Mydaea, familia Muscidae, descrisă de Stein în anul 1918. Conform Catalogue of Life specia Mydaea convexa nu are subspecii cunoscute.